# Minimal
«Minimal» (с англ. — «Минимально») — песня британской поп-группы Pet Shop Boys. Она вышла синглом 24 июля 2006 года (второй сингл с альбома «Fundamental»), который достиг 19 места в британском музыкальном чарте.
В списке лучших танцевальных композиций 2007 года в США «Minimal», согласно журналу «Billboard», занял пятое место.
Видеоклип на песню был снят во Франции.

## Список композиций

### CD: Parlophone / CDR6708 (UK)
1. «Minimal» (Radio Edit) (3:40)
2. «In Private» (7" Mix) (4:13)

### CD: Parlophone / CDRS6708 (UK)
1. «Minimal» (Radio Edit) (3:40)
2. «Minimal» (Tocadisco’s Sunday At Space Mix) (8:04)
3. «Minimal» (M Factor Mix) (8:49)
4. «Minimal» (U-Myx Software)

### DVD: Parlophone / DVDR 6708 (UK)
1. «Minimal» (Telex Hell Mix) (6:19)
2. «Blue On Blue» (3:15)
3. «No Time For Tears» (7" Mix) (3:39)
4. «Minimal» (Video)

### 7"
1. «Minimal» (Radio Edit) (3:40)
2. «In Private» (7" Mix) (4:13)

### CD: Parlophone / 00946 371144 2 1 (UK)
1. «Minimal» (Radio Edit) (3:40)
2. «Minimal» (Tocadisco’s Sunday At Space Mix) (8:04)
3. «Minimal» (M Factor Mix) (8:49)
4. «Minimal» (M Factor Dub) (7:44)
5. «Minimal» (Tiga’s M-I-N-I-M-A-L Remix) (5:38)
6. «Minimal» (Tiga’s M-I-N-I-M-A-L Dub) (5:38)
7. «Minimal» (Superchumbo’s Light And Space Dub) (8:28)
8. «Minimal» (Telex Hell Mix) (6:19)
9. «Minimal» (Telex Heaven Mix) (4:29)
10. «In Private» (Tomcraft 7" Mix) (3:51)

## Высшие позиции в чартах
| Страна                         | Высшая позиция |
| ------------------------------ | -------------- |
| Дания                          | 7              |
| Эстония                        | 9              |
| Латвия                         | 9              |
| Великобритания                 | 19             |
| Греция                         | 36             |
| Румыния                        | 45             |
| Германия                       | 63             |
| США (чарт Hot Dance Club Play) | 3              |